# Кальета (Мадейра)
Кальета (порт. Calheta) — населённый пункт и муниципалитет в Португалии, входит в округ Мадейра. Расположен на острове Мадейра. Население составляет 11 946 человек на 2001 год. Занимает площадь 115,65 км².
Покровителем города считается Святой Дух (порт. Espírito Santo).
Праздник города — 24 июня.

## История
Имеется два предположения относительно происхождения названия поселка. Первое связано с названием небольшого одноименного залива вблизи поселка. Второе предположение связано с тем, что поселок был пунктом сбором налогов на сахар и древесину (слово «кальета» в переводе на русский язык означает «сбор»).
Кальета считается одним из древнейших населенных пунктов острова, основанный в 1430 году. Через 72 года, 1 июля 1502 получила статус поселка с образованием муниципалитета.

## Экономика
В экономике муниципалитета доминирует сельское хозяйство и туризм. Значительная часть его территории является гористой, где сосредоточено животноводство. Площадь лесов составляет 149 га, площадь сельскохозяйственных угодий — 583 га. Выращивается сахарный тростник, картофель, овощи, тропические фрукты и виноград.
Выделяют традиционные ремесла, какие представлены разнообразными сувенирами. Развито рыболовство и торговля.
Основным видом транспорта являются автобусы и такси.

## Туризм
Значительной популярностью среди туристов пользуется горный пешеходный маршрут «25 Фонте» (порт. 25 Fontes), проходящей по лесам лаурисилвы. Маршрут начинается в местности Рабасал, а его общая длина составляет 5 км.
Маяк «Понта-ду-Паргу» (порт.  Farol da Ponta do Pargo ), который был построен в 1922 году на высоте 290 метров над уровнем моря, находится на крайней западной точке острова. Другими интересными местами муниципалитета, также пользующимися большой популярностью среди туристов Мадейры, является Педагогическая усадьба «Празереш» (порт.  Quinta Pedagógica dos Prazeres ), несколько часовен и церквей начиная с 16 века, а также пляж с жёлтым песком в Кальети, который был завезен из Марокко и континентальной Португалии.

## Демография
| Численность населения муниципалитета по годам | Численность населения муниципалитета по годам | Численность населения муниципалитета по годам | Численность населения муниципалитета по годам | Численность населения муниципалитета по годам | Численность населения муниципалитета по годам | Численность населения муниципалитета по годам | Численность населения муниципалитета по годам |
| --------------------------------------------- | --------------------------------------------- | --------------------------------------------- | --------------------------------------------- | --------------------------------------------- | --------------------------------------------- | --------------------------------------------- | --------------------------------------------- |
| 1849                                          | 1900                                          | 1930                                          | 1960                                          | 1981                                          | 1991                                          | 2001                                          | 2004                                          |
| 15 279                                        | 18 266                                        | 21 990                                        | 21 799                                        | 12 954                                        | 13 005                                        | 11 946                                        | 11 856                                        |

## Состав муниципалитета
В муниципалитет входят следующие фрегезии:
1. Арку-да-Кальета (порт. Arco da Calheta)
2. Кальета (порт. Calheta)
3. Эштрейту-да-Кальета (порт. Estreito da Calheta)
4. Фажан-да-Овелья (порт. Fajã da Ovelha)
5. Жардин-ду-Мар (порт. Jardim do Mar)
6. Паул-ду-Мар (порт. Paul do Mar)
7. Понта-ду-Паргу (порт. Ponta do Pargo)
8. Празереш (порт. Prazeres)

## Галерея

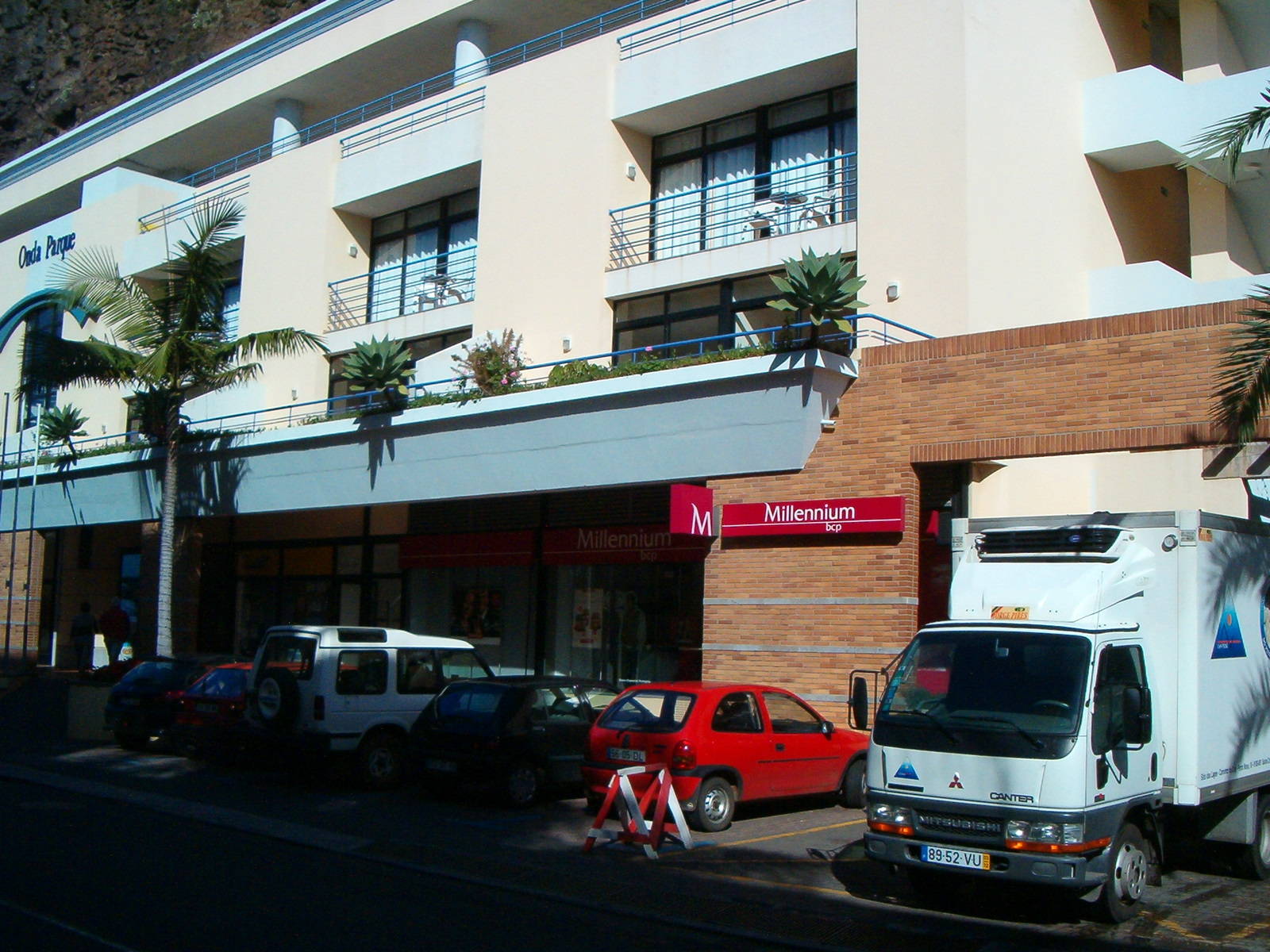
Отель в Кальети над банком
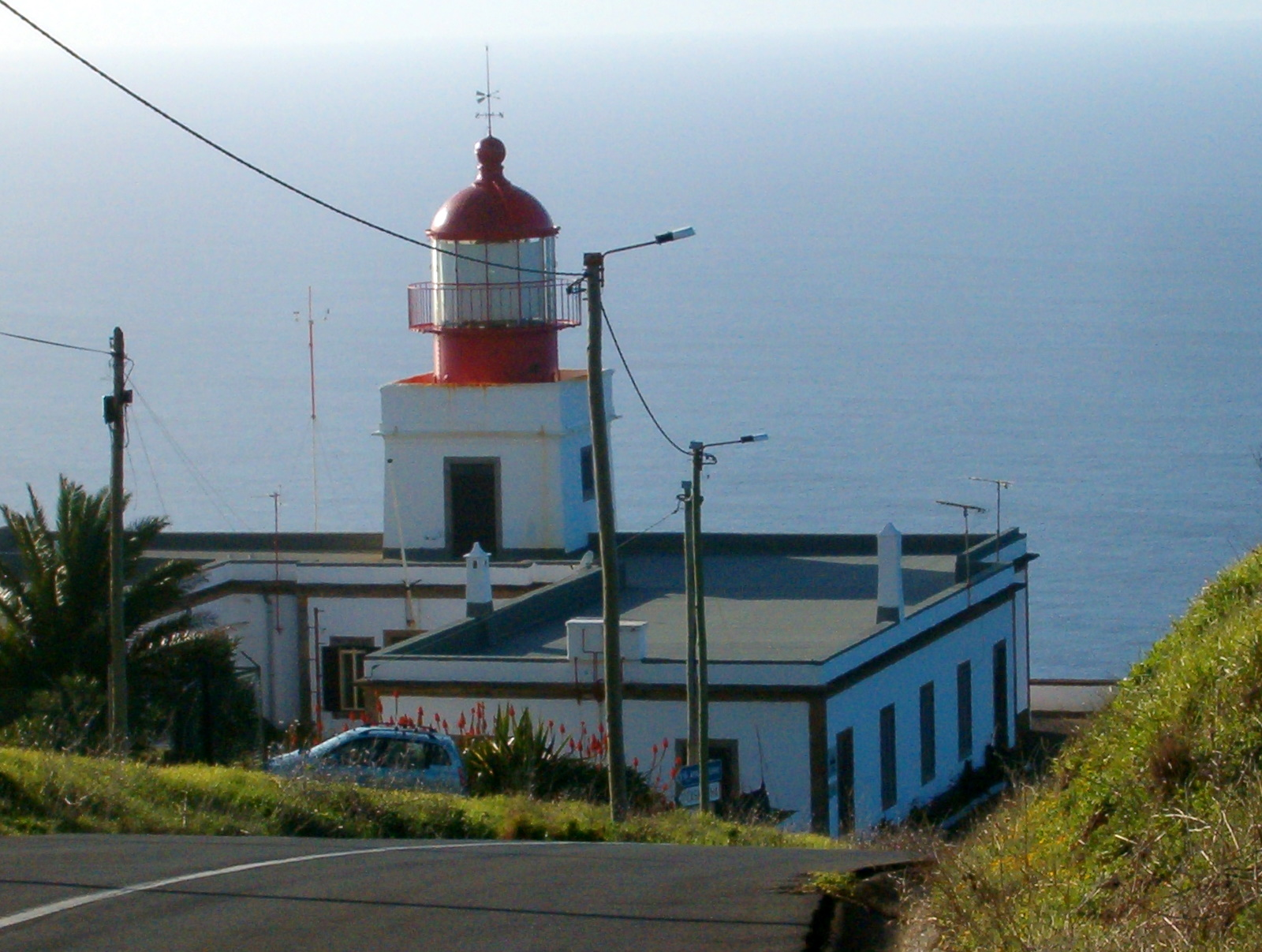
Маяк «Понта-ду-Паргу»
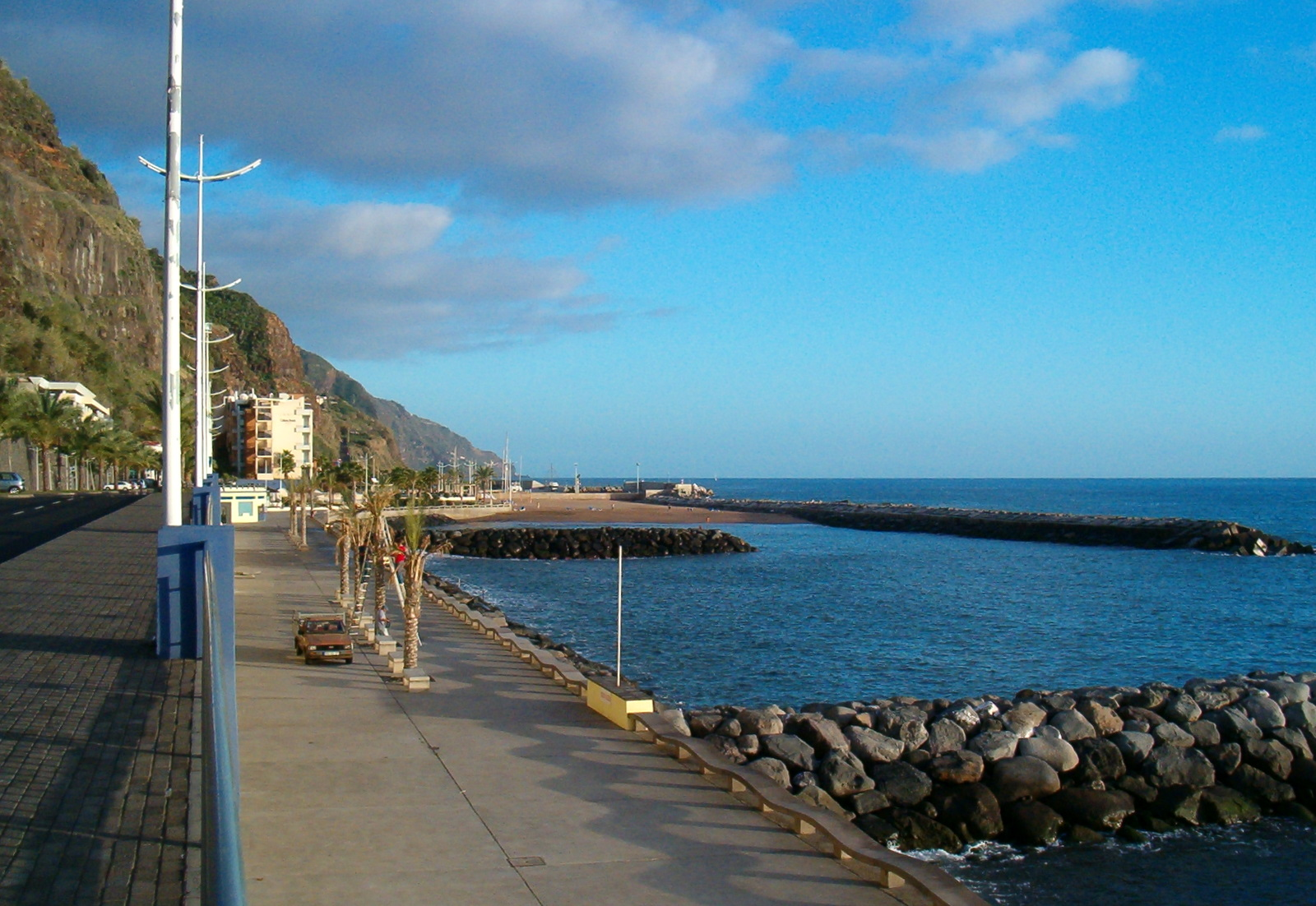
Вид набережной в Кальети
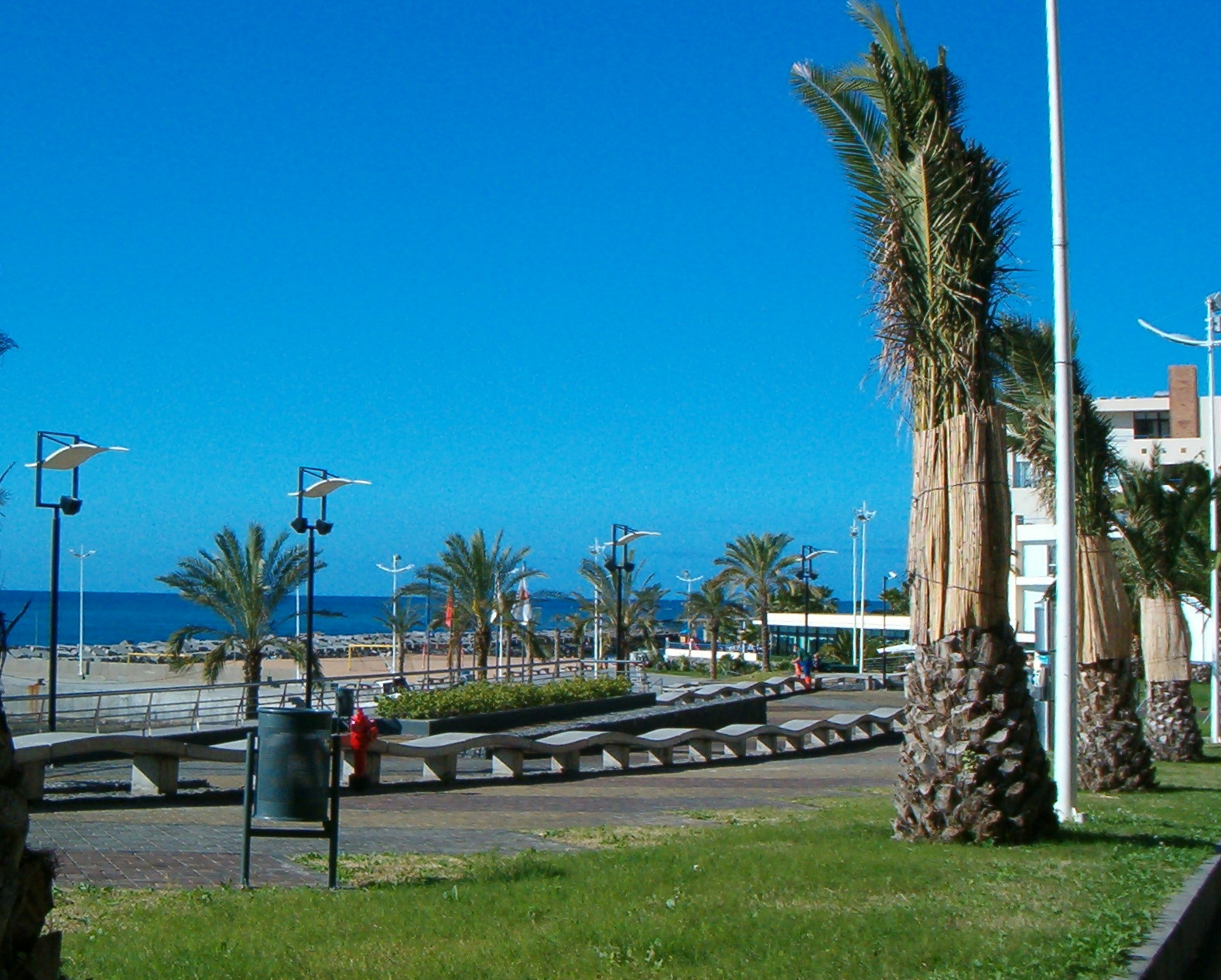
Пальмы на набережной